# Martin Frecht

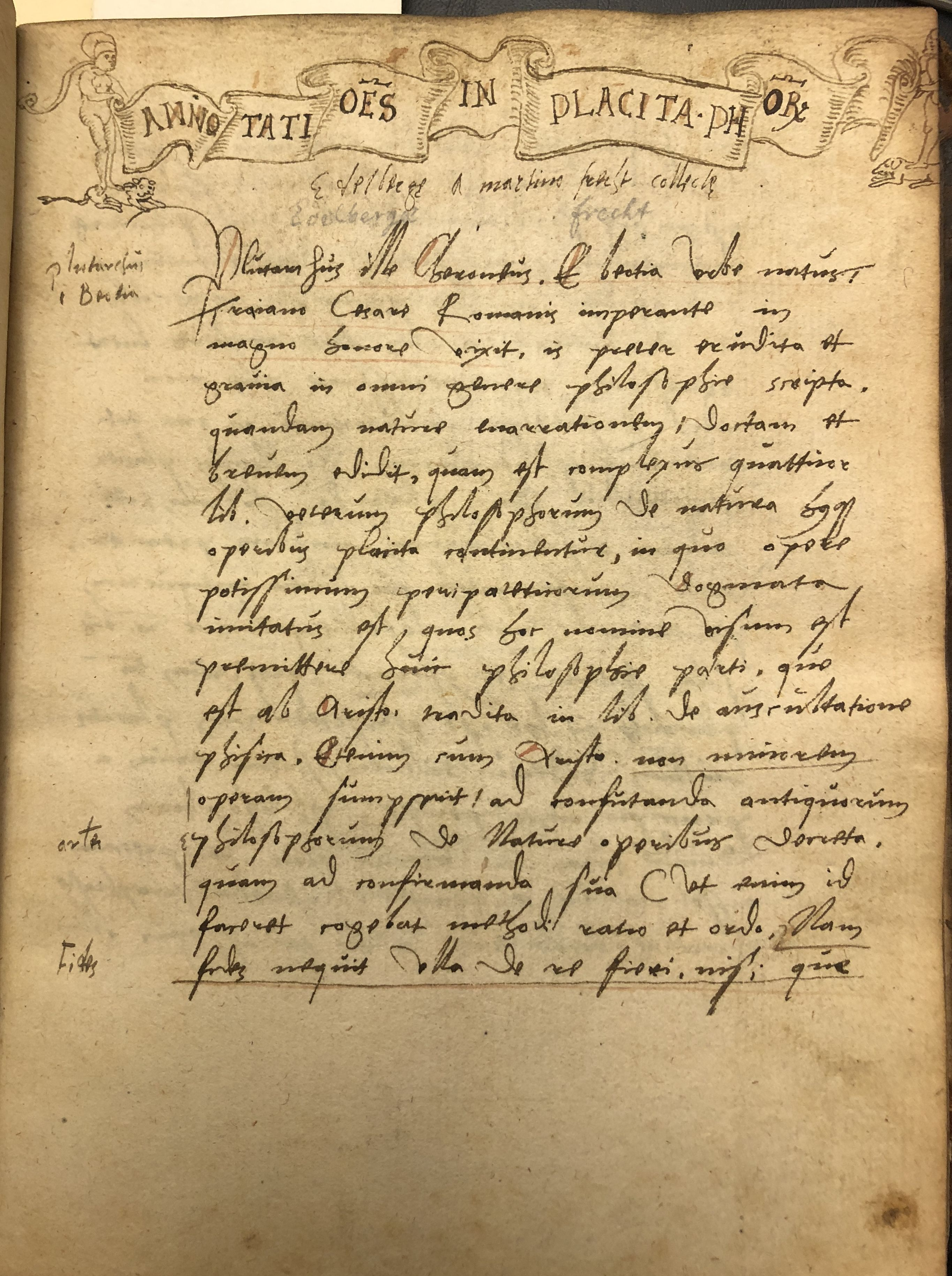
Annotationes in Placita philosophorum obra editada por Martin Frecht em 1528.

Martin Frecht (Ulm, 1494 — Tübingen, 8 de Setembro de 1556) foi humanista e reformador. Estudou na Universidade de Heidelberg onde se formou Bacharel (1515), Mestre (1517) e Doutor (1531), tendo aí ensinado teologia a partir de 1529. Em 1531, se mudou para Ulm onde se tornou o principal reformador da cidade. Em 1536 participou da "Concórdia de Wittenberg", fazendo-se de mediador entre Lutero e os representantes de Estrasburgo na "Questão Sacramentária".
Também participou das negociações entre Protestantes e Católicos nos "Colóquios de Worms" (1540) e Regensburgo (1546).  Por estar em desacordo com o "Ínterim de Augsburgo", foi preso em 1548, e em 1549, banido de Ulm. Em 1552, foi nomeado professor de teologia da Universidade de Tübingen.

## Obras
- Johannes Stöffler, Calendarivm Romanvm Magnum, Cæsare[ae] maiestati dicatum, D. Ioanne Stœffler Iustingensi Mathematico authore, Oppenheim: Jakob Köbel 1518
- Edição com Anotações de Martin Frecht, VVitichindi Saxonis Rerum ab Henrico et Ottone I Impp. Gestarum Libri III, unà cum alijs quibusdam raris & antehac non lectis diuersorum autorum historijs ab Anno salutis D. CCC. usq[ue] ad præsentem ætatem: quorum catalogus proxima patebit pagina. Huc accessit rerum scitu dignarum copiosus index, Basel: Johann Herwagen 1532 [Erstausgabe]
- Martin Bucer: Ein warhaffter berichte vom Colloquio zu Regenspurg disjars angefangen, und dem abzug der Auditoren und Colloquenten, die von Fürsten und Stenden der Augspurgischen Confession dahin verordnet waren, Straßburg 1546
- Summarische verzeichnuß, dreyer Trostreichen vnd Herrlichen Lection oder Predigten ... Herren Martin Frechten, der H. Schrifft Licenciaten [et]c. löblicher ... gedächtniß, in welchen er seine Kirch in seinem Vatterland ... trösten hat wöllen ... als jhm sein Vatterland wider geöffnet ... Jetzund aber erst ... auß dem Latein in Teütsch gebracht, durch M. Wendel Schempp, angeblich Wittemberg [wohl Augsburg: Valentin Otmar] o. J. [1557]